# Galícia
Galícia (Gács-ország, Gácsország) közép-európai történelmi régió, területe jelenleg Lengyelország és Ukrajna között oszlik meg. Keleti felének történelmi neve: Vörösoroszország. Galícia és Lodoméria királyság vagy csak egyszerűen Galícia volt a Habsburg Birodalom legészakibb tartománya 1772 és 1918 között, Lemberg (Lwów, Lviv, Lvov, magyarul: Ilyvó) fővárossal. Az osztrák Galícia tartományt a Lengyel–Litván Nemzetközösség (ezen belül a Lengyel Korona) területeiből – Lengyelország felosztásakor – kihasított területekből alakították ki. 1846-ban Galícia koronatartományhoz csatolták a felszámolt Krakkói Köztársaság területét is. Ez az állapot egészen az első világháború végéig, az Osztrák–Magyar Monarchia felbomlásáig tartott.

## A név eredete és változatai
A Galícia és Lodoméria (latinul Galicia et Lodomeria) nevet először a 13. században II. András használta oklevelében. Ez Halics és Vologyimir, azaz a mai ukrajnai Halics (Галич) és Volodimir-Volinszkij (Володимир-Волинський) városok nevéből származó latinosított alak. Ez volt a két legfontosabb város a környező ukrán vagy ruszin (rutén) területen, amely abban az időben magyar fennhatóság alatt állt. A két város, Halics és Vologyimir korábban két külön állam (Halics és Volin) központja volt, amelyek még a magyar uralom előtt közös fejedelemségben egyesültek, Halics fővárossal. Ezt a fejedelemséget magyarul Halics vagy Gácsország néven ismerték.
A Halics név (lengyelül Halicz, oroszul és ukránul Галич, latinul Galic) eredete bizonytalan. Egyes történészek úgy vélik, hogy kapcsolatos a környéken letelepedett kelta eredetű népekkel, és egy a sok hasonló névből szerte Európában, mint Galaţi Romániában, Gaul (Franciaország) és Galicia Spanyolországban. Mások azt tartják, hogy a név szláv eredetű a halica / galica szóból származik, ami kopasz (erdőmentes) dombot, hegyet jelent, vagy a halka, galka szóból, ami csókát jelent. A madár a város címerét tartotta, majd bele is került a címerbe. Valószínű azonban, hogy ez a magyarázat csupán népi etimológia.
Bár a velük szomszédos magyarokat 1221-ben elűzték a területről, a magyar királyok hivatalos címeik között továbbra is felsorolták Galícia és Lodoméria fejedelmének címét. A 16. században ezeket a címeket a koronával együtt örökölték a Habsburgok. 1772-ben Mária Terézia arra használta ezt a címet, hogy igazolja részvételét Lengyelország első felosztásában. Ténylegesen az a terület, melyet Ausztria megszállt, nem felelt meg teljesen a korábbi Galícia és Lodomériának. Vologyimir-Volinszkij várost és körülötte fekvő Volhinia tartományt (az egykori Lodomériát) nem a Habsburg Birodalom, hanem Oroszország kebelezte be. Másrészt Kis-Lengyelország nagyobbik része, amely történelmileg és etnikailag is lengyel volt és nem rutén, az új Galícia és Lodoméria tartomány része lett. Sőt, annak ellenére, hogy a jogot a történelmi magyar koronából vezették le, Galícia és Lodomériát nem csatolták a Magyar Királysághoz, és az 1867-es kiegyezés után a monarchia osztrák részéhez tartozott.
Az új osztrák tartomány hivatalos neve:
Galícia és Lodoméria királysága Auschwitz és Zator hercegséggel
Miután 1846-ban hozzácsatolták Krakkó Szabad Várost, ezt a nevet kiterjesztették:
Galícia és Lodoméria királysága Krakkó nagyhercegségével és Auschwitz és Zator hercegséggel.
A felsoroltak közül mindegyik formálisan különálló volt, mindegyiket felsorolták az osztrák császár címei között, mindegyik rendelkezett saját címerrel és zászlóval. Adminisztratív szempontból viszont egyetlen tartományt alkottak. Az oświęcimi és zatori hercegség apró történelmi fejedelemségek voltak Krakkótól nyugatra, a porosz Sziléziával határosak. Lodoméria csak papíron létezett, nem volt területe és nem lehetett megtalálni semmilyen térképen.

### Galícia és Lodoméria elnevezése különböző nyelveken
- Latinul: Galicia et Lodomeria
- Németül: Galizien und Lodomerien
- Lengyelül: Galicja i Lodomeria
- Szlovákul: Halič a Vladimírsko vagy Galícia a Lodoméria
- Ukránul: Halicsina i Volodimirija (Галичина і Володимирія)
- Románul: Galiţia şi Lodomeria

## Története

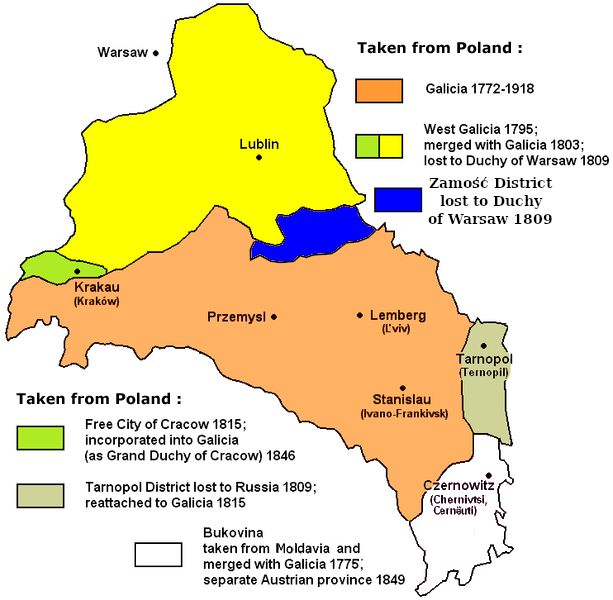
Galícia területi változásai, 1772–1918

### Lengyelország felosztása előtt
Az a terület, amelyet később Galíciának hívtak, valószínűleg Nagy Morávia része volt. Először Nyesztor krónikája említi meg a 981. év eseményeiben, amikor Nagy Vlagyimir, a Kijevi Rusz uralkodója meghódította Vörös Ruténia városait a Lengyelországgal a határokért folytatott hadjárat során.
A következő évszázadban a terület Lengyelországhoz került (1018–1031) majd vissza a Kijevi Ruszhoz. Mint ahogy Kijev jogutódjaként más területekkel is történt, Halics önálló hercegségként létezett tovább. 1188-tól 1190-ig II. András a királyuk. 1200-ban Román Msztyiszlavics Volhiniával egyesítette Halics-Volhinia állam néven. Danyilo Halickij, aki az első megkoronázott galíciai király volt, több hadjáratot vezetett a mongolok ellen, ennek dacára időszakonként adót kellett fizetnie az Arany Hordának. Danyilo fia, Lev áthelyezte fővárosát Halicsból Lvivbe. Danyilo dinasztiája igyekezett pápai, sőt szélesebb európai támogatást kapni a mongolok ellen, de törekvése meghiúsult az egyesített Litván Nagyhercegség és Lengyelország növekvő erején. Az 1340-es években a Rurik-dinasztia kihalt, és a terület Nagy Kázmér lengyel király fennhatósága alá került. A volhiniai testvérállam Kijevvel együtt azonban litván uralom alá került.
Ezután a lengyel fennhatóság alá került területet vajdaságokra osztották. Erős lengyel betelepedés kezdődött a rutén lakosság közé. Nagyszámú örmény és zsidó bevándorló is ideköltözött ez időben. Sok várat építettek ekkor, és új városokat is alapítottak: Stanisławówot, (jelenleg Ivano-Frankivszk) és Krystynopolt (most Septickij)
Galíciát kétszer foglalták el a törökök, az 1490-es és 1520-as években. Kozák pogromokat vészelt át és orosz, valamint svéd inváziót („özönvíz”). A svédek a nagy északi háború alatt, a 18. század elején ismét visszatértek.

### Lengyelország felosztásától a Bécsi Kongresszusig

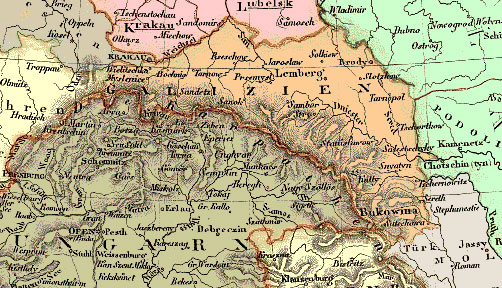
Galicia térképe 1836-ban

1772-ben Galícia lett a Lengyelország első felosztása során Ausztria által bekebelezett legnagyobb terület. Ez a történelmi Lengyelországból kihasított – ma Ukrajnához tartozó – terület vált ismertté Galícia és Lodoméria királysága néven, hogy hangsúlyozzák a történelmi magyar jogot az országra. Mindazonáltal etnikailag teljesen lengyel területeket is hozzácsatoltak a tartományhoz, ami megváltoztatta Galícia földrajzi helyzetét. Az osztrák Galícia fővárosa Lemberg (Lwów) lett, ahol a lengyel arisztokrácia dominált, ezzel szemben a tartomány keleti területein a lakosság többsége ukrán vagy ruszin volt, ahogy abban az időben nevezték. A lengyel főnemességen és kisnemességen, mely csaknem az egész tartományt benépesítette és a ruszinokon kívül, akik a tartomány keleti részét lakták, jelentős zsidó lakosság is volt, akik leginkább a keleti részeket népesítették be.
Az osztrák uralom első évtizedeiben Galíciát Bécsből irányították, és sok jelentős reformot vezettek be a jórészt németekből vagy elnémetesedett csehekből álló hivatalnoki kar segítségével.
Az arisztokrácia jogait biztosították, de ezek a jogok meglehetősen korlátozottak voltak. A korábbi jobbágyok már nem voltak puszta vagyontárgyak, hanem bizonyos jogokkal rendelkező személyek, korlátozott személyi szabadsággal rendelkeztek, mint például azzal a joggal, hogy a földesúr engedélye nélkül házasodhattak. Kötelezettségeik körülhatároltak és korlátozottak voltak, és megkerülhették a földesurat, közvetlenül fordulva az udvari bíróságokhoz jogorvoslatért. A keleti rítusú ortodox egyházat, amely eredetileg a ruszinokat szolgálta, átnevezték görögkatolikus egyházra, hogy a katolikus egyház fennhatóságát kiterjeszthessék rájuk: a katolikus egyház szemináriumokat rendezett be és időnként metropolitát nevezett ki.[forrás?]
Az osztrák reformok nem voltak népszerűek az arisztokrácia körében, de a lengyel és ukrán lakosság jóindulatát a császárság felé kivívták, és ez csaknem az osztrák uralom végéig tartott. Ugyanakkor azonban Ausztria Galícia sok javát elvonta, és a paraszti lakosság jelentős részét sorozta be hadseregébe.

### 1815-től 1860-ig
1815-ben a bécsi kongresszus határozatainak megfelelően Lublint és a környező területeket Ausztria átadta a lengyel kongresszusi királyságnak, amelynek uralkodója a cár volt, a tarnopoli régió (beleértve Dél-Podólia történelmi régióját – viszont visszakerült Ausztriához Oroszországtól, amely 1809-től birtokolta.
Az 1820-as és 1830-as évek Bécs abszolutisztikus uralmának időszaka volt, a helyi galíciai hivatalnoki állomány még mindig németekkel és elnémetesedett csehekkel volt feltöltve, bár megkezdődött a gyerekek ellengyelesedése. Az Oroszországhoz tartozó lengyel területek novemberi felkelésének leverése után, melyben néhány ezer galíciai önkéntes is részt vett, sok lengyel menekült érkezett Galíciába. Az 1830-as évek második felében több titkos lengyel szervezet alakult, tevékenységük az 1846-os sikertelen krakkói felkelésben csúcsosodott ki. Ezt az osztrákok könnyűszerrel leverték a galíciai parasztság segítségével, amely lojális maradt a császárhoz. A felkelés csak a nyugati, lengyel lakosságú részeket érintette, és a konfliktus a hazafias nemesek, felkelők és a velük nem szimpatizáló lengyel parasztok között állt fenn. 1846-ban a sikertelen felkelés eredményeképp Krakkó, a korábbi lengyel főváros, amely ez ideig szabad város volt és köztársaság, Galícia részévé vált, ezt követően Lembergből irányították.
Az 1830-as években Galícia keleti részein nemzeti ébredés kezdődött a ruténok között is. A nacionalista aktivisták, akik eredetileg görögkatolikus papnövendékek voltak, érzékenyen reagáltak az európai romantikus mozgalmakra és a rokon szlávok megmozdulásaira mindenütt, de különösen az orosz uralom alatt álló Kelet-Ukrajnában. Figyelmük a közös népük és nyelvük felé fordult. 1837-ben a Markijan Saskevics által vezetett úgynevezett rutén triád a Dnyeszteri Nimfában népdalgyűjteményt és más rutén nyelvű anyagot publikált. Ettől a demokratizmustól megriadva az osztrák hatóságok és a katolikus metropolita betiltotta a könyvet.
1848-ban kitört a forradalom Bécsben és az osztrák birodalom más részein. Lembergben megalakult a Lengyel Nemzeti Tanács és később az Ukrán vagy Rutén Legfelső Tanács. Mielőtt Bécs bármit tehetett volna, Franz Stadion, a helytartó eltörölte a jobbágyság utolsó maradványait abból a célból, hogy kihúzza a forradalmárok lába alól a talajt. A lengyel követelések ellentétesek voltak a rutén követelésekkel, melyek a nemzetiség egyenlőséget és a tartomány keleti, rutén és nyugati lengyel részre osztását tartalmazták. Lemberget bombázta a császári tüzérség, és a forradalmat leverték.
Ezután ismét egy évtizednyi abszolutizmus következett, de a lengyelek kiengesztelésére helytartónak Agenor Gołuchowski grófot, a galíciai, ún. podóliai arisztokrácia konzervatív tagját nevezték ki. Ő lengyelesíteni kezdte a helyi adminisztrációt, és megpróbálta a feldarabolás rutén eszméjét semlegesíteni. Mindazonáltal nem járt sikerrel, amikor erőltette, hogy a görögkatolikus egyház térjen át a nyugati Gergely-naptárra, és azt, hogy helyettesítse a cirill írást a latinnal.

### Alkotmányozási kísérletek
1859-ben Ausztria itáliai vereségét követően a birodalom életében alkotmányozási kísérletek időszaka kezdődött. 1860-ban a bécsi kormány Agenor Głuchowski javaslatára kiadta az októberi diplomát, amely a birodalom konzervatív föderalizálását villantotta fel, de a német nyelvű területek negatív reakciójára a kormány megváltoztatta elképzelését, és kiadta a februári pátenst, amely felhígította a decentralizációt. 1861-ben Galícia engedélyt kapott egy törvényhozó gyűlés, szejm megnyitására. Bár először a Habsburg-barát rutén és lengyel parasztság képviselői jelentős részét (kb. a gyűlés felét) tették ki, és a nyomasztó szociális és rutén kérdést tárgyalták, a hatóság nyomása fékezte mind a parasztság, mind a ruténok képviselőit, és a szejmben hangadókká vált a lengyel arisztokrácia és nemesség, amely további autonómiára törekedett. Ugyanebben az évben zavargások törtek ki az Orosz-Lengyelországban is, és ez részben átterjedt Galíciára is. A szejm felfüggesztette ülésezését.
1863-ban nyílt felkelés tört ki Orosz-Lengyelországban, emiatt 1864-től 1865-ig az osztrák kormány ostromállapotot hirdetett Galíciában, ideiglenesen felfüggesztve a polgári szabadságjogokat.
1865-ben visszatértek az Agenor Gołuchowski sugallta föderációs elvekhez, és újra kezdődtek az autonómia-tárgyalások a lengyel arisztokrácia és Bécs között.
Időközben a rutének egyre inkább mellőzöttnek érezték magukat Bécs által, és a görögkatolikus Szent György-katedrális köré szerveződött „ó-rutén” csoport ekkor Oroszország felé fordult.
Ennek az irányzatnak a radikálisabb támogatóit „oroszbarátoknak” kezdték nevezni. Ugyanebben az időben Tarasz Sevcsenko kelet-ukrajnai író ukrán nyelven kiadott versei hatására egy ukránbarát mozgalom bontakozott ki, amely ukrán irodalmat kezdett kiadni, és ukrán olvasótermek hálózatát kezdte szervezni. Ennek a mozgalomnak a tagjait előbb „populistáknak”, majd egyszerűen „ukrajnaiaknak” hívták. Csaknem az összes rutén nemzetiségi egyenlőséget és Galícia adminisztratív felosztását akarta a nemzetiségi határok mentén.

#### Galíciai autonómia
1866-ban a königgrätzi csata és a porosz–osztrák háborúban elszenvedett vereség nyomán a Monarchia belső problémái felerősödtek. Ferenc József császár tárgyalásokat kezdett a magyar nemességgel, hogy biztosítsa támogatásukat a kompromisszumos megoldásban. A kormány néhány tagja, így Richard Belcredi gróf, azt tanácsolta a császárnak, hogy az összes nemzetiséggel kezdjen átfogó alkotmányozó tárgyalást, ami föderatív struktúrát eredményezhetett volna. Belcredi attól tartott, hogy a magyar érdekekhez való túlzott alkalmazkodás elidegeníthetné a többi nemzetiséget. Ferenc József azonban képtelen volt a magyar nemesség erejét semlegesíteni, és a magyarok semmi másba nem egyeztek volna bele, csak a dualizmusba, maguk és a hagyományos osztrák elit között.

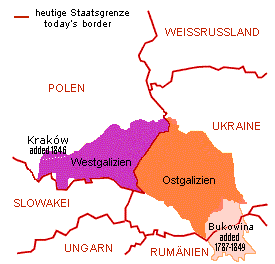
Az osztrák Galícia 1772–1918 és a mai államhatárok

Végül az 1867-es kiegyezés után a Habsburg Birodalom a dualista Osztrák–Magyar Monarchiává alakult át. Bár a lengyel és cseh tervek, – hogy a monarchia föderatív szerkezetté alakuljon át – meghiúsultak, az osztrák uralom lassú, de állandó liberalizálási folyamata indult be Galíciában. A lengyel arisztokrácia és értelmiség képviselői a császárhoz fordultak kérve Galícia szélesebb autonómiáját. Követeléseik nem találtak azonnal megértésre, de néhány év alatt jelentős lépéseket tett a kormány a galíciai önkormányzat irányába.
1873-tól Galícia az Osztrák–Magyar Monarchia de facto autonóm tartománya lett lengyel és kisebb részben ukrán vagy rutén hivatalos nyelvvel. A germanizációt leállították, és a cenzúrát eltörölték. Galícia a dualista monarchia osztrák feléhez tartozott, de a galíciai szejm és a tartományi hatóságok széles körű előjogokat kaptak különösen az oktatás, a kultúra és a helyi ügyek vonatkozásában.
Ezeket a változásokat sok lengyel értelmiségi támogatta. 1869-ben krakkói konzervatív publicisták egy csoportja, köztük Józef Szujski, Stanisław Tarnowski, Stanisław Koźmian és Ludwik Wodzicki kiadott egy sorozat szatirikus pamfletet Stańczyk Tékája címen. Öt évvel az 1863–64-es januári felkelés tragikus vége után nevetségessé tették a fegyveres hazafias felkelések eszméjét és kompromisszum megkötését sugallták Lengyelország ellenségeivel, különösen Ausztriával, valamint azt hangoztatták, hogy az erőket a gazdasági fejlődésre kell összpontosítani, és el kell fogadni az Ausztria által felkínált politikai engedményeket. Ez a politikai csoport a „Stanzykok” vagy „krakkói konzervatívok” néven vált ismertté. Ők és azok a galíciai konzervatív földtulajdonosok, akiket „podóliaiaknak” neveztek, húztak hasznot abból a leszálló politikai áramlatból, mely 1914-ig tartott.

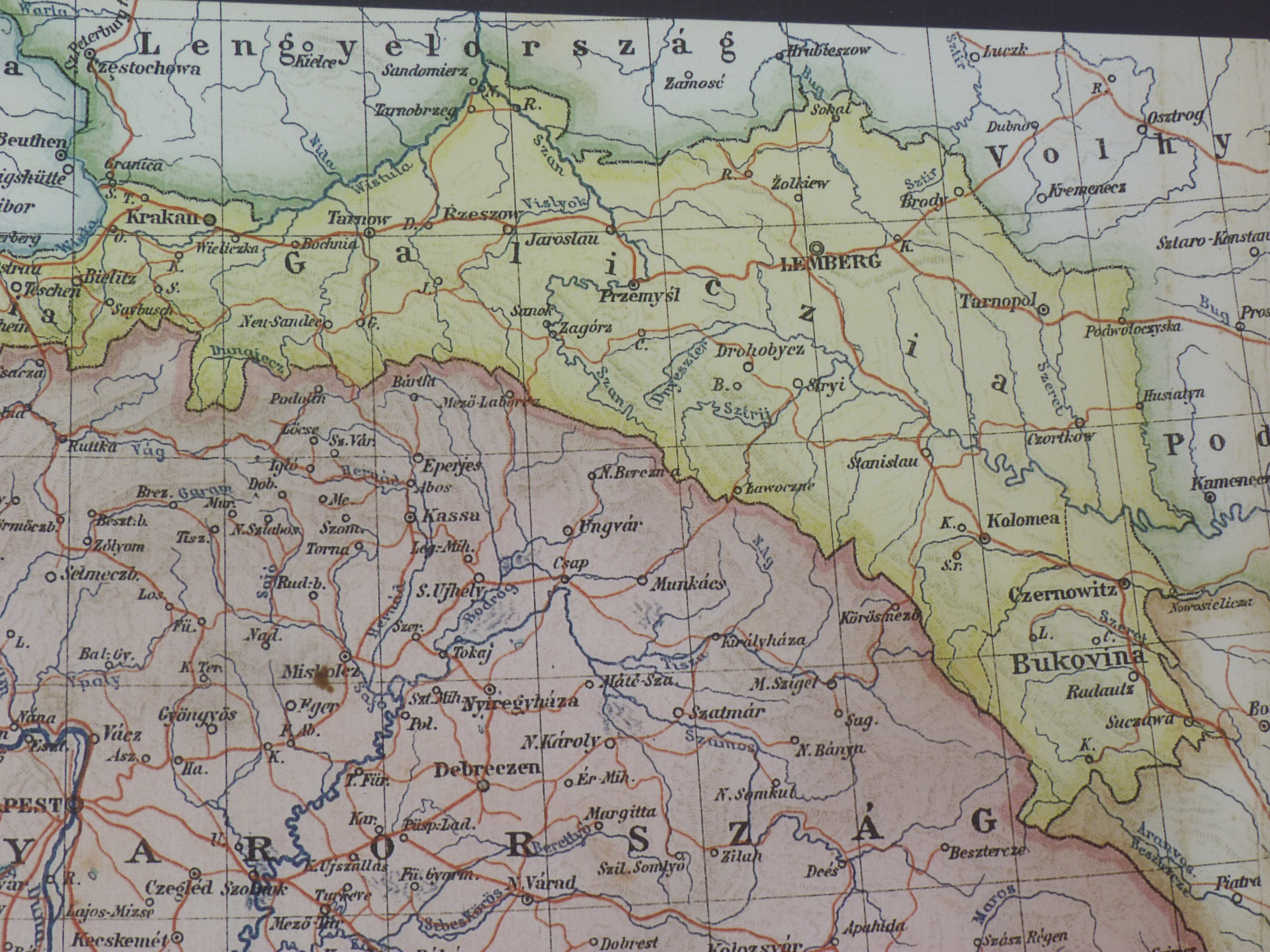
Galícia

Ezt a Bécstől a lengyel földbirtokos osztály irányába történő hatalomeltolódást nem üdvözölték a ruténok, akik sokkal élesebben elkülönültek oroszbarátságuk révén. Ők az Orosz Birodalomra és az ukránokra tekintettek, mint reménybeli megmentőikre.
Mind Bécs, mind a lengyelek árulást láttak az oroszbarátok tevékenységében és politikai perek sorával igyekeztek hiteltelenné tenni őket. 1890-ben egyezséget kötöttek a lengyelek és a „populisták”, melynek során részben ukranizálták az iskolarendszert, és más engedményeket is tettek az ukrán kultúra felé. Mindezek ellenére az ukrán nacionalista mozgalom rohamosan terjedt a rutén parasztság között, és minden további engedmény ellenére ez a mozgalom a huszadik század első éveire már csaknem teljesen kiszorította a korábbi rutén csoportokat és fő ellenfelévé vált a lengyeleknek.

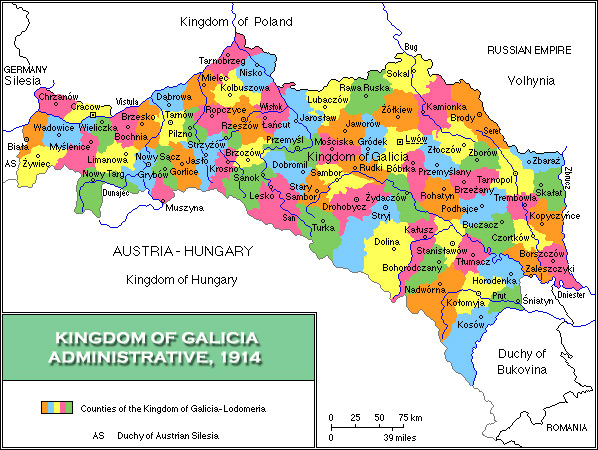
Galícia megyéi, 1914

### A nagy kivándorlási hullám
Az 1880-as évek elejétől tömeges kivándorlás kezdődött a galíciai parasztság körében. A kivándorlás szezonális elvándorlással kezdődött az újonnan egyesült és dinamikus gazdasággal rendelkező Németországba, és később a Tengerentúlra folytatódott, főként az Egyesült Államokba, Brazíliába és Kanadába
A kivándorlást Galícia elmaradott gazdasági viszonyai okozták, ahol a mezőgazdasági lakosság szegénysége széles körű volt. A kivándorlás a nyugati, lengyel lakta részeken kezdődött, és gyorsan átterjedt a keleti, ukránok lakta részekre is. Lengyelek, ukránok, zsidók és németek mind részt vettek a falusi lakosságnak ebben a tömeges mozgalmában. A lengyelek főleg Új-Angliába vándoroltak ki és az Egyesült Államok középnyugati államaiba, de Brazíliába is sokan mentek. Dél-Podóliából igen sok ukrán vándorolt ki Nyugat-Kanadába. A zsidók is Amerikába tartottak, közvetlenül vagy Ausztria–Magyarországon keresztül.
Összesen néhány százezer embert érintett a nagy kivándorlás, amely egyre erősebbé vált egészen az első világháborúig. A háború átmenetileg megállította a kivándorlást, amely később nem érte már el korábbi intenzitását. A nagy kivándorlást, különösen a Brazíliába irányulót, a „brazil lázat”, ahogy akkor hívták, élénk színekkel ábrázolta a kortárs irodalom, Maria Konopnicka lengyel és Ivan Franko ukrán író és mások.

### Az első világháború és a lengyel-ukrán konfliktus
Az első világháború alatt Galícia az Orosz Birodalom és a központi hatalmak közötti nehéz harcok színtere volt.

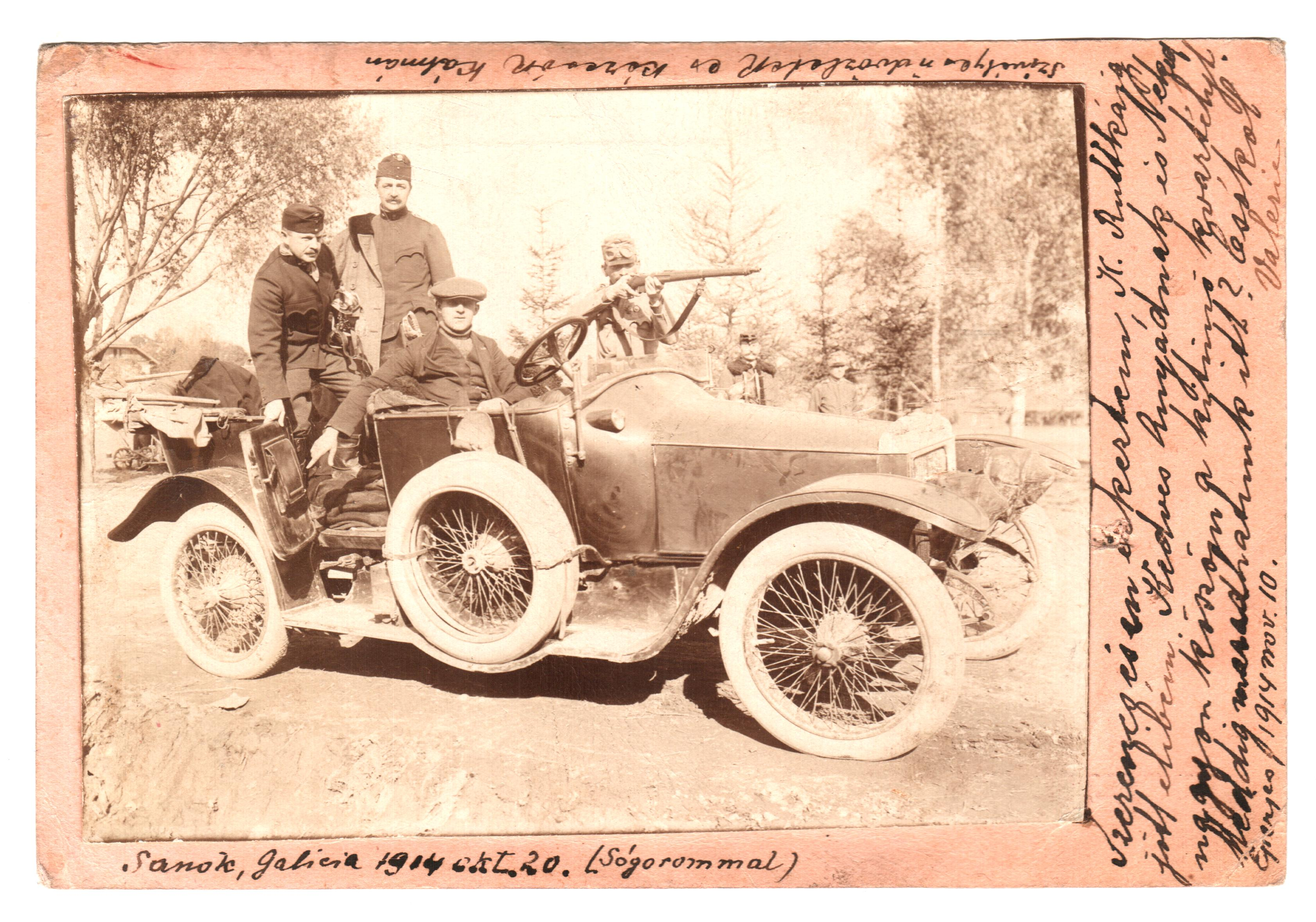
Galícia, 1914. október 20-a

Az orosz hadsereg 1914-ben lerohanta a tartomány legnagyobb részét, miután az osztrák–magyar hadsereg a keleti fronton súlyos vereséget szenvedett a háború első hónapjaiban. 1915 tavaszán és nyarán azután őket verte ki az egyesült német és osztrák–magyar offenzíva.
1918-ban Nyugat-Galícia az újjá alakult Lengyel Köztársaság része lett, míg a helyi ukrán lakosság kikiáltotta Kelet-Galícia függetlenségét „Nyugat-Ukrán Köztársaság” néven. A lengyel-szovjet háború alatt egy rövid életű Galíciai Szovjet Szocialista Köztársaság is alakult Kelet-Galíciában. Végül az egész tartományt megszállták a lengyelek. Kelet-Galícia lengyel annexióját soha sem tekintették legitimnek a megszállt ukránok, nemzetközileg csak 1923-ban ismerték el.
A második lengyel köztársaság lakosságának 15%-át tette ki Kelet-Galícia és a szomszédos Volhínia ukrán népessége, így ők alkották a legnagyobb nemzetiségi kisebbséget. Mivel a lengyel kormánypolitika nem volt barátságos a nemzetiségekkel szemben, a feszültség a lengyel kormány és az ukrán lakosság között nőtt, alkalmat adva a föld alatti Ukrán Nacionalisták Szervezete megalakulásának.

### A második világháború és a Distrikt Galizien
A második világháború nyitányaként a Molotov–Ribbentrop-paktum Lengyelországot durván kettéosztotta a Curzon-vonal mentén, így a San, Bug és Nyeman folyóktól keletre minden területet a Szovjetunió kebelezett be, ez Galícia nagy részét jelentette. A terület négy adminisztratív egységre (oblaszty) oszlott: Lvov, Sztanyiszlav, Drogobics és Tarnopol. Az 1939-től 1941-ig tartó korszakban a politikai helyzet megfordult. Míg a legtöbb ukrán, legalábbis először örült, hogy végre egy olyan nagy nemzethez tartozik, amelyik tekintetbe veszi nemzeti identitását, a szovjet elnyomás a (többségében lengyel) értelmiségben ellentétes érzelmeket keltett. A szovjetesítés véget ért, amikor Németország 1941-ben a Barbarossa hadművelettel elfoglalta, és a Lengyel Főkormányzóságba (Generalgouvernement Polen) olvasztotta be, Galíciai kerület (Distrikt Galizien) néven.
….

A lengyelek és az ukránok közötti konfliktusok szintén szaporodtak ezalatt a lengyel Honi Hadsereg (Armia Krajowa) és az Ukrán Felkelő Hadsereg, valamint a szovjet partizánok között, vérfürdőt rendeztek a lengyelek között Volhíniában, kisebb mértékben Galíciában, és ezeket bosszúállás követte az ukránokon.

## Mai állapot
A határt kis korrekciókkal a szövetségesek 1944–1947 között elismerték, a régiót etnikailag megtisztította a Szovjetunió és a kommunista Lengyel Népköztársaság (Visztula-akció). A történelmi tartomány két részre osztva maradt, ahogy Ausztria elrendezte 1800 körül: a nyugati része lengyel, a keleti része ukrán.

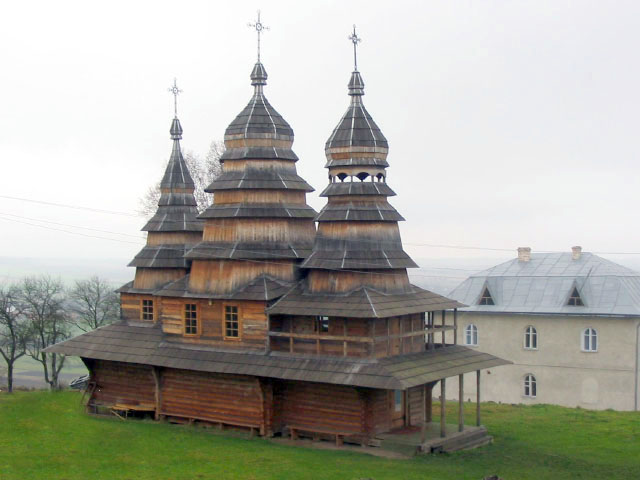
Hagyományos ukrán fatemplom a 16. század ból

## Fontosabb városok
- Belz (lengyelül: Bełz)
- Bochnia (németül: Salzberg)
- Boriszlav (Borisław)
- Brodi (lengyelül: Brody)
- Chrzanów
- Dukla
- Halics (lengyelül: Halicz, németül: Halitsch)
- Husiatyn
- Kolomija (németül: Kolomea, lengyelül: Kołomyja)
- Krakkó (lengyelül: Kraków, németül: Krakau)
- Krosno
- Lesko (Lisko)
- Lviv (lengyelül: Lwów, németül: Lemberg, régi magyar nevén: Ilyvó)
- Machliniec
- Myślenice
- Nowy Sącz (németül: Neu Sandez, jiddis: Zanz, magyarul Újszandec)
- Oświęcim (németül: Auschwitz)
- Przemyśl (angolul: Peremyshl, németül: Prömsel)
- Rzeszów (jiddis: Rejsza, 1939-45 Reichshof)
- Szambir (lengyelül: Sambor)
- Sánók (németül: Saanig, jiddis: Sonik)
- Ivano-Frankivszk (lengyelül: Stanisławów, németül: Stanislau, jiddis: Stanislev')
- Ternopil (lengyelül: Tarnopol, oroszul: Ternopol)
- Tarnów (németül: Tarnau)
- Zaliscsiki (lengyelül: Zaleszczyki)
- Zator
- Drohobics (lengyelül: Drohobycz)
- Zolocsiv (lengyelül: Złoczów, jiddis: Zlotshev)
- Jarosław (németül: Jaroslau)